# Victor Kajibanga
Victor Mário Chicua Kajibanga (Alto Chicapa, Cacolo, Lunda Sul, 1964) é um sociólogo, professor universitário e político angolano. É catedrático da Faculdade de Ciências Sociais da Universidade Agostinho Neto e deputado da Assembleia Nacional da V Legislatura (2022-2027), presidente da Comissão de Saúde, Ensino Superior, Ciência e Tecnologia (6.ª Comissão). Foi também deputado da Assembleia Nacional da República de Angola na IV Legislatura (2017-2022), atuando como presidente da Comissão de Saúde, Ensino Superior, Ciência e Tecnologia (6.ª Comissão) da Assembleia Nacional entre outubro de 2018  e agosto de 2022. 

## Vida Académica
Diplomado e doutorado em sociologia pela Faculdade de Sociologia da Universidade Estatal de Moscovo. Diplomado e mestrado em ensino da sociologia pela Universidade Pedagógica Estatal de Moscovo e doutorado em sociologia política pela mesma instituição.
Foi vice-reitor para os assuntos académicos da Universidade Agostinho Neto entre maio de 1997 e outubro de 1999; tornou-se decano do Instituto Superior de Ciências da Educação da mesma universidade entre fevereiro de 2002 e abril de 2006, e; decano da Faculdade de Ciências Sociais da referida universidade entre 2010 e 2017.
Foi director, entre 2002 e 2006, da Kulonga — Revista das Ciências da Educação e Estudos Multidisciplinares do Instituto Superior de Ciências da Educação da Universidade Agostinho Neto, director, entre 2009 e 2016, da Revista Angolana de Sociologia e director, entre 2011 e 2017, da Mulemba - Revista Angolana de Ciências Sociais.

## Obras
- O Que é Filosofia Africana? Lisboa: Escolar Editora, 2015 (em parceria com Euclides André Mance e Reinaldo João de Oliveira).
- A Alma Sociológica na Ensaística de Mário Pinto de Andrade. Uma Introdução ao Estudo da Vida e Obra do Primeiro Sociólogo Angolano, 2000, Luanda: Instituto Nacional de Indústrias Culturais, 253 p.
- Pensamento Sociológico de Mário Pinto de Andrade, 2000, Moscovo: Faculdade de Sociologia da Universidade Estatal de Moscovo «M. V. Lomonosov», 178 p. [em língua russa]
- Sobre a Sociologia de Mário Pinto de Andrade, 2000, Moscovo: Faculdade de Sociologia da Universidade Estatal de Moscovo «M. V. Lomonosov», 26 p.
- Lugar e Papel das Forças Armadas no Sistema Político Angolano, 1991, Moscovo: Academia Lénine